# Perušići
Perušići, hrvatska plemićka obitelj, ogranak plemenitog roda Kolunića. Potječu iz mjesta Bilić županiji Pset (danas BiH). Godine 1437. spominju se u dokumentu prvi poznati članovi obitelji, Petar, Juraj, Franko i Blaž.
Nakon pada Bosne pod tursku vlast 1463. godine, bila su im ugrožena obiteljska imanja pa su sudjelovanjem u vojnoj obrani nastojali steći nova na području Hrvatske. Istaknuti član obitelj bio je Gašpar († 1507.), hrvatski banovac i zapovjednik grada Rmnja. Godine 1487. dobio je, zajedno s braćom Petrom i Matkom grad Vrhovine u Gackoj županiji i istoimeni grad u Bužanima u ime vjerne službe od kneza Anža Frankopana Brinjskog.
Buške Vrhovine postale su s vremenom središnji dvor obitelji pa su prozvane po njima Perušić. Služeći Frankapanima i hercegu Ivanišu Korvinu stekli su posjede i na prostoru županije Luka, gdje je također jedan posjed dobio ime po njima (Perušić Benkovački).
Gašpara su nasljedili sinovi Gašpar II. i Grgur. Gašpar II. bio je istaknuti protuosmanlijski vojskovođa zbog čega ga je Ferdinand I. imenovao kapetanom lakog konjianištva grada Bihaća, dok je njegov rođak, Petrov sin Ivan bio poslanik na dvoru kralja Ferdinanda I. neposredno uoči Cetinskog sabor 1527. godine.
Kao pristaša kralja Ivana Zapolje, Gašpar II. stekao je znatna imanja u Gornjoj Ugarskoj, kamo se s obitelji trajno preselio nakon gubitka matičnih posjeda u Lici i Bužanima.

## Vanjske poveznice
- Perušić Hrvatska enciklopedija